# Gareth Edwards (režisér)
Gareth Edwards (* 1. června 1975 Nuneaton) je britský režisér a scenárista. Proslavil se nezávislým filmem Zakázaná zóna (2010), na kterém se podílel coby režisér, scenárista, kameraman a tvůrce zvláštních efektů. Následně režíroval řadu vysokorozpočtových sci-fi filmů, například: Godzilla (2014), Rogue One: Star Wars Story (2016), Stvořitel (2023) a připravovaný Jurský svět: Znovuzrození (2025).

## Život a kariéra
Narodil se v roce 1975 v anglickém městě Nuneaton. Jeho rodina je velšského původu. Od momentu, kdy v dětství viděl film Star Wars, chtěl být režisérem. Vystudoval školy North Warwickshire and Hinckley College a Surrey Institute of Art & Design, University College. 
Svou kariéru započal coby tvůrce zvláštních efektů se zaměřením na digitální efekty. Poprvé se uplatnil v amerických televizních pořadech Nova, Perfect Disaster (2006) a v britském dokumentárním dramatu Heroes and Villains (2007 a 2008). V roce 2008 se účastnil tvůrčího maratonu Sci-Fi-London, kdy během 48 hodin tvůrci měli vytvořit kompletní film. Edwards zde zvítězil se svým krátkometrážním snímkem Factory Farmed. Následně začal připravovat svůj debutový snímek Zakázaná zóna, který režíroval, napsal k němu scénář, chopil se kamery i tvorby efektů. Celý štáb tvořilo pět osob. Po uvedení v roce 2010 si snímek zajistil velkou pozornost. Díky tomu si Edwardse všimla i hollywoodská studia.
Edwards následně dostal příležitost natáčet vysokorozpočtový film Godzilla (2014) s rozpočtem 160 milionů dolarů. V kinech film uspěl a utržil 529 milionů dolarů. U kritiků byla chválena režie, kamera a vizuální efekty. Naopak kritizován byl scénář. Úspěch snímku Edwardse přivedl ke studiu Walt Disney, kteří mu nabídli natočení projektu z jeho oblíbeného světa Star Wars. Film Rogue One: Star Wars Story měl premiéru v roce 2016. Edwards dostal astronomický rozpočet přes 200 milionů dolarů. V kinech film utržil přes miliardu dolarů. Přes komerční úspěch byl snímek u kritiků přijat vlažněji. Ti ocenili vizuální efekty, kameru a herecké výkony, ovšem kritizovali tempo filmu, některé postavy a digitální oživení mrtvých herců. Film také získal dvě nominace na Oscara (za nejlepší zvuk a za nejlepší vizuální efekty). Následně dostal nabídku vrátit se ke Godzille a režírovat film Godzilla II Král monster. Edwards ovšem nabídku odmítl s tím, že jeho film měl fungovat jako uzavřený příběh bez sequelu.
Edwards poté začal připravovat sci-fi snímek Stvořitel (2023). U něj působil nejen jako režisér, ale přišel také se samotným námětem a ten následně rozepsal do scénáře. Na filmu pracoval s omezeným rozpočtem 80 milionů dolarů. V kinech film utržil 104 milionů dolarů. Film opět získal dvě nominace na Oscara (opět za nejlepší zvuk a za nejlepší vizuální efekty). Kritici opět chválili režii, kameru a vizuální efekty. Ovšem znovu také kritizovali scénář.
V únoru 2024 bylo oznámeno, že bude režírovat další reboot série Jurský park s názvem Jurský svět: Znovuzrození. Nahradil tak režiséra Davida Leitche, který od projektu odešel kvůli tvůrčím neshodám s producenty.

## Filmografie
- Zakázaná zóna (2010)
- Godzilla (2014)
- Rogue One: Star Wars Story (2016)
- Stvořitel (2023)
- Jurský svět: Znovuzrození (2025)